# Mazus xiuningensis
Mazus xiuningensis är en tvåhjärtbladig växtart som beskrevs av X.H. Guo och X.L. Liu. Mazus xiuningensis ingår i släktet Mazus och familjen Mazaceae. Inga underarter finns listade i Catalogue of Life.